# Cucullia obtusa
Cucullia obtusa är en fjärilsart som beskrevs av Smith 1909. Cucullia obtusa ingår i släktet Cucullia och familjen nattflyn. Inga underarter finns listade i Catalogue of Life.